# Чэнь Чжэнь (художник)
Чэнь Чжэнь (кит. трад. 陳箴, упр. 陈箴, пиньинь Chén Zhēn; 1955 — 13 декабря 2000) — китайский художник, один из пионеров искусства инсталляций в Китае. Родился в Шанхае, где получил художественное образование, сначала окончив в 1973 году «Шанхайскую школу искусств» (по классу живопись), а затем, в 1978 году, «Шанхайский театральный институт» (по классу театральные декорации). 
В 1986 году по политическим причинам, а также с целью продолжения образования покинул Китай и переехал в Париж. Обучался в «École nationale supérieure des Beaux-Arts» (1986) и «Institut des hautes études en arts plastiques» (1989). В Париже начал экспериментировать с инсталляциями, которые стал создавать из найденных предметов повседневного быта. На роль центральной темы творчества, во многом под воздействием собственного ракового заболевания, постепенно вышел синтез телесного и духовного, а также темы исцеления и коммуникации. Умер от рака в 2000 году в Париже в возрасте 45 лет. Многие инсталляции остались незавершёнными (в 2007 году был выпущен их каталог «Chen Zhen. 1991—2000 unrealized», содержащий материалы для более, чем 30 инсталляций).